# 第三次宦官時代
第三次宦官時代，為十五至十七世紀時，明朝於明英宗正統年間開始，崇祯帝滅閹黨而結束的宦官干預朝政的時代。

## 明初對宦官的禁制
朱元璋建立明朝，在洪武十三年（1380年）廢除宰相一職，集君權、相權於一身，朱元璋在位时，平均每天要批阅一百五十件奏章，裁决四百种案件，又設立「殿阁大学士」，長駐宮殿，作為皇帝秘書。
朱元璋在位期間，大学士的职责和现在的文膽或秘书相同，有不輸給宰相的工作量，但沒有宰相的實權。大学士帮助皇帝批閱奏章，回覆信件，捉刀文稿，也會分析案情，並把自己的意见上呈皇帝，但大学士草擬的意见皇帝会不会采纳，大学士自己也不知道，因他们和皇帝之间还有一段不小的距离。他们的意见要靠主管內廷的宦官来转达，這些奏章稱為“票拟”，宦官的身分雖然卑微，但在遞送奏摺、旨意的過程中已有祕書之實，同時因隨伺皇帝而有進言影響皇帝決策的機會，只要有心上下操弄，即可輕易干政，外朝權臣亦可藉與之勾結獨攬大權，如萬曆初期的首輔張居正與司禮監掌印太監馮保。
起初，朱元璋明白宦官干政可能擾亂朝綱，曾立鐵牌「內臣不得干預政事，預者斬」，更嚴禁宦官識字，以防其舞文弄墨。但這樣的局面卻被靖難之變起兵奪位的明成祖朱棣輕易打破，朱棣奪位後，召用解縉、胡廣、楊榮等入文淵閣參與機務，明朝內閣制度建立。更由於許多宦官在靖難之變中曾經暗助朱棣，因此朱棣也寵信宦官。

## 明成祖打破禁制
建文帝在位時，御中官日嚴，下詔「出外稍不法，許有司械聞」，朱棣起兵時，宦官多逃入其軍。靖難之役後，朱棣奪得皇位，得助於宦官，“以為忠於己，而狗兒輩復以軍功得幸，即位後遂多所委任”；另一方面，因華北以北地區長期受異族統治，導致朝中官員大都來自南方，在成祖掌權之後，部分為免朝政皆為一地方勢力所把持，部分因宦官中出身北方、朝鮮者多利於外事，隨開始重用宦官，例如派遣鄭和、侯顯、王景弘等率船隊七下西洋，宣揚國威。又設錦衣衛、東廠等特務機構，交由宦官主持，“令嬖暱者提督之”，“蓋明世宦官出使、專征、監軍、分鎮、刺臣民隱事諸大權皆自永樂間始”。成祖的決策產生的的影響十分重大，不但令宦官被委派行政任務的行為慣例化，使之主掌握東廠等機構更是令宦官集團常態化的掌握警察權，而隱然形成除科舉官僚外的另一個官僚體系，其對情治權的掌握更令朝臣不論為排除異己、營私或自保均須結納宦官。從而導致明朝政治加速腐敗。

## 宦官得到學習機會
明宣宗設「內書堂」，令大學士陳山教習之，從此宦官可以讀書識字、舞文弄墨，“曉古今，逞其智巧，逢君作奸”，司禮監又取得「批紅」之權，可代理皇帝批奏章，“後來嗣主之怠荒，即人主不與政，惟有秉筆太監與政矣”。
由於明朝宦官可以受到正式教育，所以他們的知識和道德水平，整體上比第一、二次宦官時代的宦官高。皇帝也仗重宦官處理政事，與士大夫集團對抗，這也與第一、二次宦官時期，宦官只以親近及控制皇帝得以掌權又不一樣。

## 宦官權力的發展
第三次宦官时代，由司禮監太監王振揭開序幕。1435年，9歲的明英宗朱祁镇即位，司礼太监王振带着他游戏，控制锦衣卫，正統七年（1442年）王振毀去宮門所鑄太祖禁內臣預政之鐵碑，正統十四年（1449年）又勸英宗御駕親征，最後發生了「土木堡之變」，削弱明朝的邊防力量，只能修長城加强邊防。
明憲宗在位時，成化十二年（1476年）設西廠，後於成化十八年（1482年）一度廢除，明孝宗時宦官之權勢一度壓抑，明武宗時復設西廠，並設內行廠，明朝宦官之權勢無以復加，正德五年（1510年）除去劉瑾后，西廠與內行廠一同廢除。
明神宗在位时，因國本之爭而怠政，最後的三十年只在金銮殿亮过一次相。內閣大学士数十年见不到皇帝，不能向皇帝面呈“票拟”，所有的“票拟”都要仰仗宦官转达，宦官的权力遂膨胀，但神宗仍掌握朝局。
魏忠賢專權，是明朝宦官為患最烈的時期，天启帝整天忙著木工，沒時間批閱公文，這給了魏忠賢很好發輝的舞台，當時政府高级官员和士大夫阶层，公然争先向宦官卖身投靠，甚至建立生祠，天启七年（1627年）五月，国子监生陆万龄上书，称魏忠贤可与孔子相提并论，因为“孔子作《春秋》，忠贤作《要典》。孔子诛少正卯，而忠贤诛东林”。其后，魏忠贤生祠“几遍天下”，“每一祠之费，多者数十万，少者数万”，且“剥民财，侵公帑，伐树木无算”。黄运泰造生祠迎塑像时，“五拜三稽首”，“率文武将吏列班阶下，拜稽首如初”。魏忠賢更嚴酷打壓復社、東林黨，直到崇禎帝即位後，迫使魏忠賢自殺為止。
雖然崇禎帝清洗閹黨，但明朝內憂外患，積重難返，挽救不了明朝的江山，李自成在北京時，“下令盡逐內監，無老幼貴賤，即以其杖驅之，皆號泣徒跣，破面流血而去”。《國榷》甲申年四月戊午朔，述“（李自成軍）盡驅內官出城，毋再入。凡數百人，各大棍逐之。初城守時，內官坐城上，士卒作白楊木棍，涂以朱，至是即以驅閹人，都人稱快。”